# مینی PC

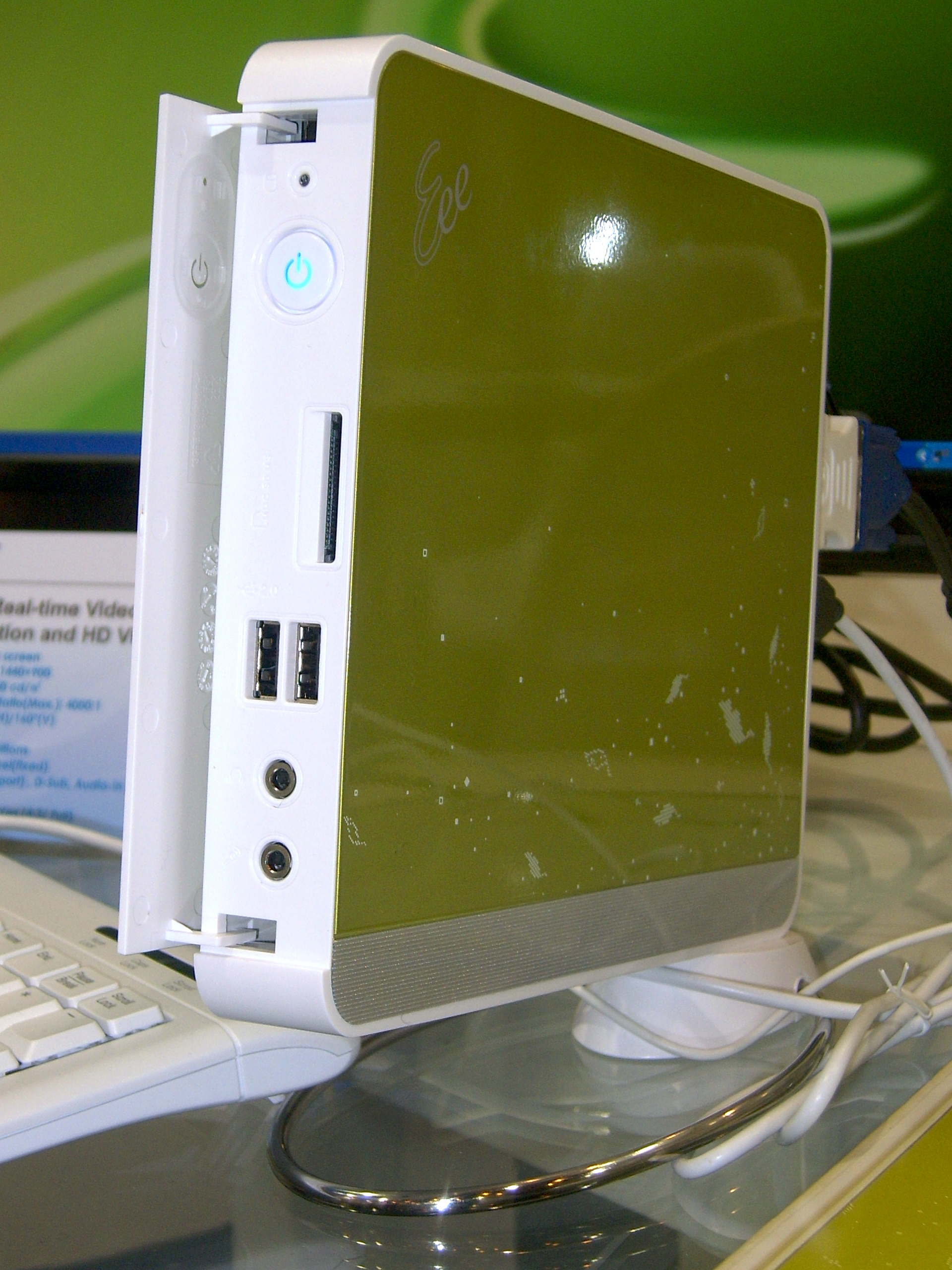
یک رایانهٔ کوچک از شرکت ایسوس به نام ایسوس ئی‌ئی‌ئی‌باکس پی‌سی

مینیاتور PC (به انگلیسی: miniature PC) یا Mini PC که در بعضی کشورها و منابع به آن نت‌تاپ هم گفته می‌شود، یک نوع رایانه رومیزی کم مصرف در اندازه بسیار کوچک است که معمولاً با هدف انجام کارهای سبک و ساده مانند وب‌گردی، دسترسی به برنامه‌های کاربردی وب (به انگلیسی: Web application)، پردازش سند/واژه، پخش فایل‌های صوتی و تصویری و کارهایی از این قبیل طراحی می‌شود.
کلمهٔ Nettop از بخش آخر دو کلمهٔ اینترنت ('inter'net) و دسکتاپ ('desk'top) می‌آید.
ممکن است در ایران به نت‌تاپ، رایانه کوچک یا  رایانه کوچک هم گفته شود اما نباید آن را با گونه‌های اصلی‌ای چون رایانه کوچک (به انگلیسی: Minicomputer) یا ریزرایانه (به انگلیسی: Microcomputer) یکی دانست.
نت‌تاپ‌ها در مقایسه با رایانه‌های رومیزی معمولی و متداول تنها کوچک‌تر و ارزان‌تر نیستند، بلکه مصرف برق بسیار کمتری، اکثراً کمتر از ده درصد مصرف برق یک رایانهٔ رومیزی معمولی، برق مصرف می‌کنند. مدلهایی از رایانه‌های نت‌تاپ وجود دارد که کمتر از ۱۰ وات برق مصرف می‌کنند.

## انواع مینی pc
مینی پی سی یا مینی کیس کوچک شامل انواع زیروکلاینت، تین کلاینت و آل این وان است. هر کدام از این کامپیوترها دارای ویژگی های متفاوتی بوده که برای کاربری های مختلف ساخته شده اند.